# Буден
Буден (швед. Boden,  саамською Suttes,  фін. Puuti) — місто на півночі Швеції, у лені Норрботтен. Адміністративний центр комуни Буден. Лежить на річці Лулеельвен, за 45 км від її впадіння у Ботнічну затоку.  Площа – 19,98 км², населення – 18277 осіб.

## Клімат
Місто знаходиться у зоні, котра характеризується континентальним субарктичним кліматом. Найтепліший місяць — липень із середньою температурою 15.6 °C (60 °F). Найхолодніший місяць — лютий, із середньою температурою -11.7 °С (11 °F).
| Клімат Будена           | Клімат Будена | Клімат Будена | Клімат Будена | Клімат Будена | Клімат Будена | Клімат Будена | Клімат Будена | Клімат Будена | Клімат Будена | Клімат Будена | Клімат Будена | Клімат Будена | Клімат Будена |
| Показник                | Січ.          | Лют.          | Бер.          | Квіт.         | Трав.         | Черв.         | Лип.          | Серп.         | Вер.          | Жовт.         | Лист.         | Груд.         | Рік           |
| Абсолютний максимум, °C | 7             | 6             | 8             | 12            | 21            | 23            | 27            | 26            | 22            | 16            | 7             | 5             | 27            |
| Середній максимум, °C   | −7            | −8            | −1            | 1             | 9             | 15            | 20            | 17            | 12            | 5             | −1            | −7            | 4             |
| Середня температура, °C | −10           | −11           | −6            | −2            | 5             | 11            | 15            | 13            | 8             | 2             | −3            | −9            | 2             |
| Середній мінімум, °C    | −13           | −14           | −11           | −6            | 1             | 7             | 11            | 10            | 5             | 0             | −5            | −12           | −2            |
| Абсолютний мінімум, °C  | −37           | −31           | −28           | −20           | −6            | 0             | 2             | 2             | −6            | −15           | −25           | −30           | −37           |
| Норма опадів, мм        | 50            | 30            | 20            | 20            | 30            | 40            | 30            | 40            | 40            | 40            | 30            | 50            | 490           |
| Днів з дощем            | 5             | 4             | 2             | 4             | 4             | 5             | 3             | 3             | 5             | 5             | 4             | 7             | 55            |
| Вологість повітря, %    | 89            | 86            | 84            | 80            | 71            | 66            | 68            | 76            | 79            | 87            | 91            | 90            | 81            |
| ----------------------- | ------------- | ------------- | ------------- | ------------- | ------------- | ------------- | ------------- | ------------- | ------------- | ------------- | ------------- | ------------- | ------------- |
| Джерело: Weatherbase    |               |               |               |               |               |               |               |               |               |               |               |               |               |

## Історія

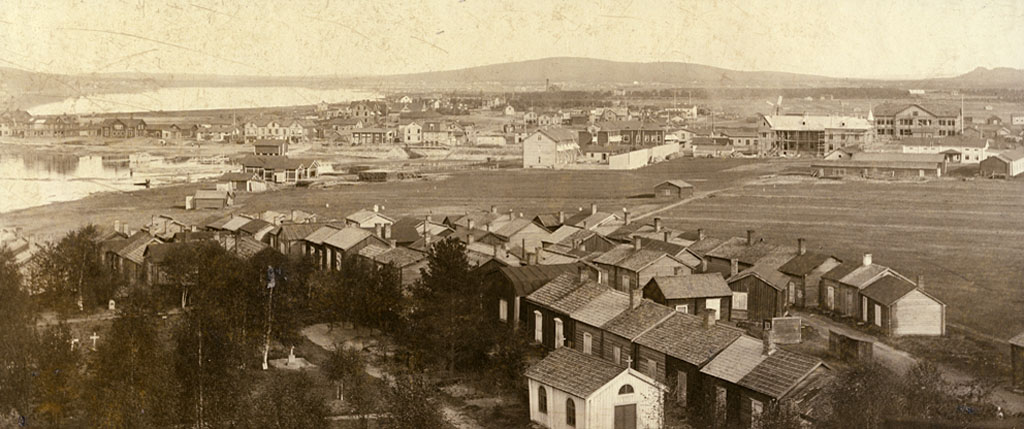
Буден приблизно 1900 року.

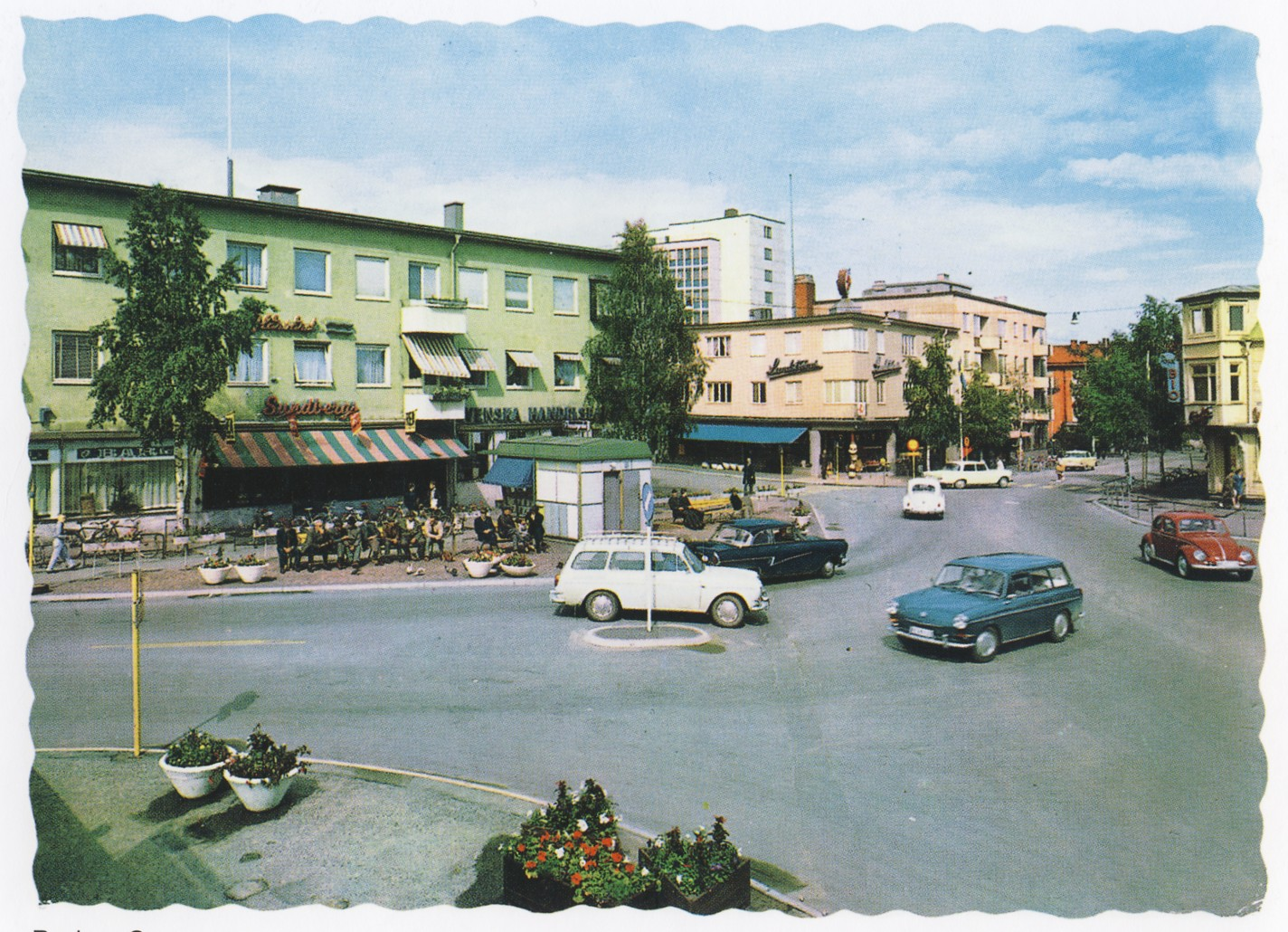
Центр Будену, 1967 рік.

Місто Буден засновано як вузлову станцію, де Norra Stambanan , (відкрита в 1894 році) має сполучення з Мальмбананом що прокладена від залізорудних шахт півночі Швеції.
Місто зазнало значного зростання, на початку 20 століття коли була побудована Буденська фортеця. 
Метою фортеці був захист Швеції від можливого нападу зі сходу — неподалік на той час був кордон з Росією.
Перші офіційні записи про Буден зафіксовані у податковому звіті ~ 1500, де згадується «село Буден» із 7 будинками. 
Буден здобув статус міста в 1919 році. 
Проте вже в 1971 році, і до сьогодення Буден є центром муніципалітету Буден.

## Промисловість
На початок 2020-х Буден все ще є військовою базою, в ній розташовано найбільший гарнізон шведської армії .
Армія та муніципалітет є двома найбільшими роботодавцями у Будені. Через скорочення війська, за останні десять років населення зменшилося на 2 тис. осіб.

## Спорт

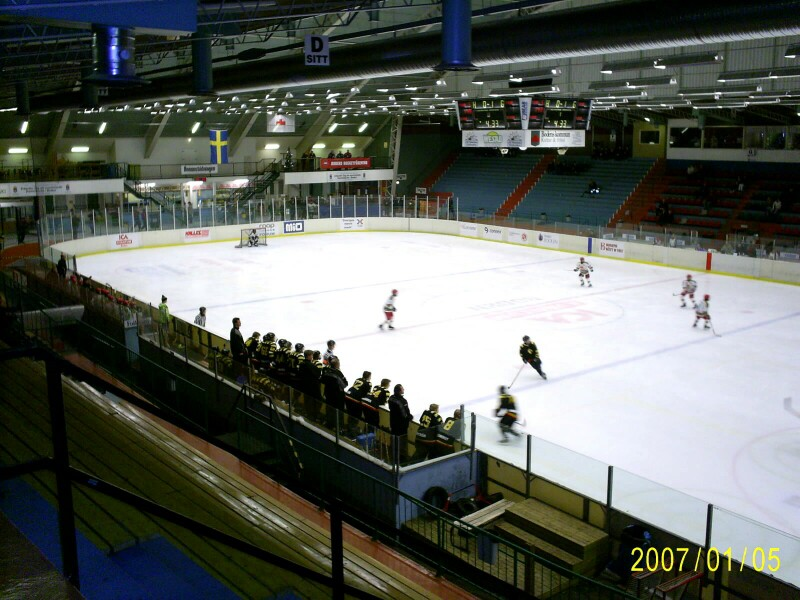
Льодовий палац у місті Буден.

1916 року в місті було створено клуб з хокею з м’ячем. 1918 року на основі клубу було також створено футбольну команду Bodens BK (швед. Bodens BK), що станом на 2013 рік грає у 4 підгрупі Дивізіону 2 шведського футбольного чемпіонату. Найвищим досягненням команди (станом на 2013 рік) було 11 місце у лізі Супереттан у 2005 році.   У місті також є хокейна команда Bodens IK (швед. Bodens IK), що грає у Другій лізі.
В місті є крита спортивна арена, побудована 1965 року, що вміщує 4100 глядачів. У червні 2008 року було відкрито також стадіон “Буден-Арена”, у комплексі якого також є критий майданчик для гри у гандбол.
1999 року у Будені проходив Чемпіонат світу з боротьби серед жінок.

## Населення
| Рік       | 1960  | 1970  | 1980  | 1990  | 2000  | 2010  |
| --------- | ----- | ----- | ----- | ----- | ----- | ----- |
| Населення | 16254 | 18642 | 18547 | 20056 | 18680 | 18277 |

## Уродженці
- Петер Енґлунд – історик, автор книжки «Полтава: розповідь про загибель однієї армії».
- Іда-Тереза Нерелл – шведська борчиня вільного стилю.
- Ларс Фреландер – шведський плавець, олімпійський чемпіон.
- Ейвінд Юнсон — шведський письменник. Лауреат Нобелівської премії з літератури 1974 року
- Юганна Ларссон — шведська тенісистка
- Еліас Ліндгольм — шведський хокеїст
- Ніклас Валлін — шведський хокеїст

## Галерея

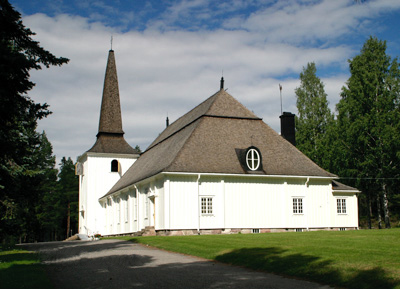
Буденська церква.
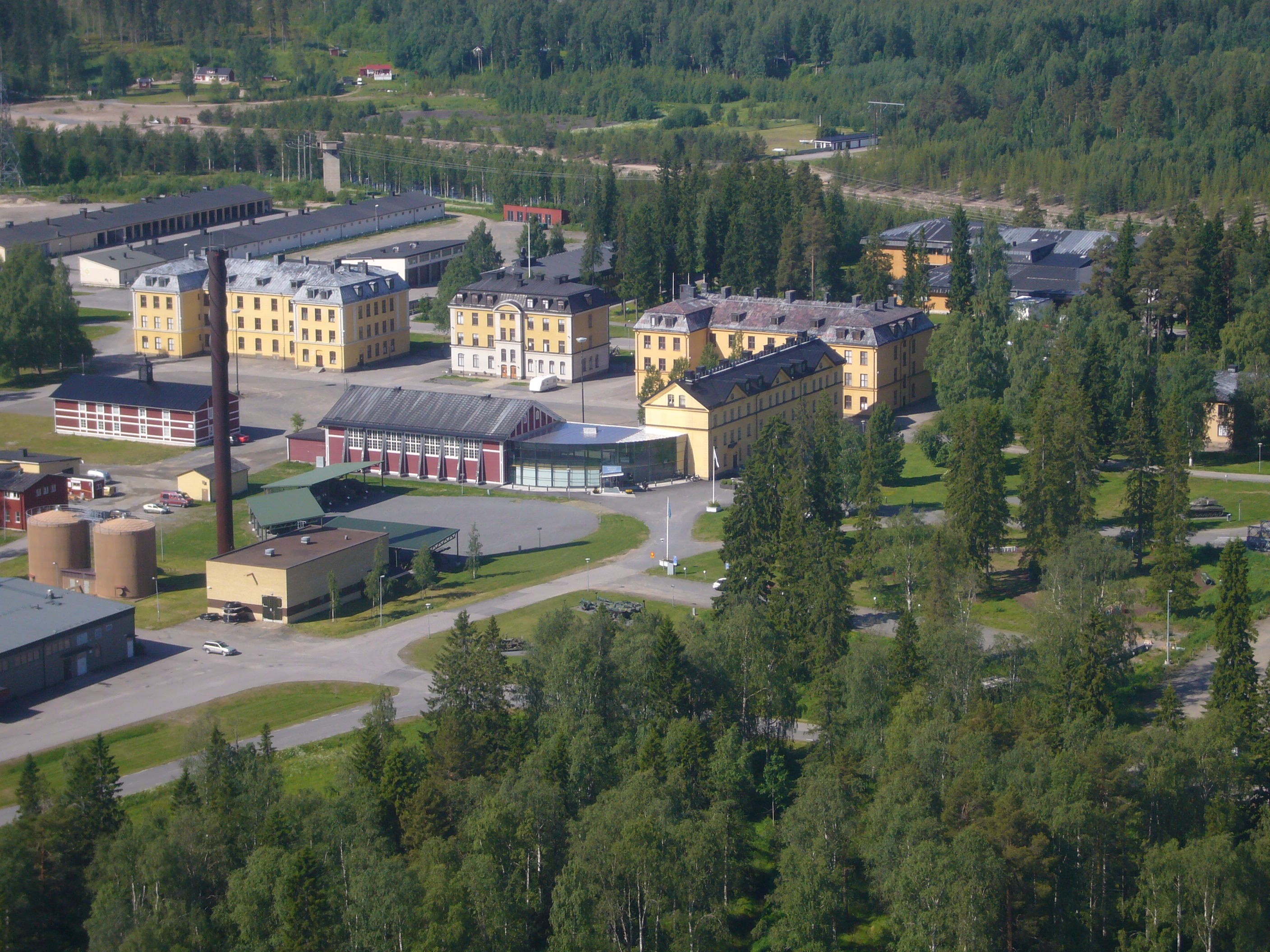
Музей оборони[sv]
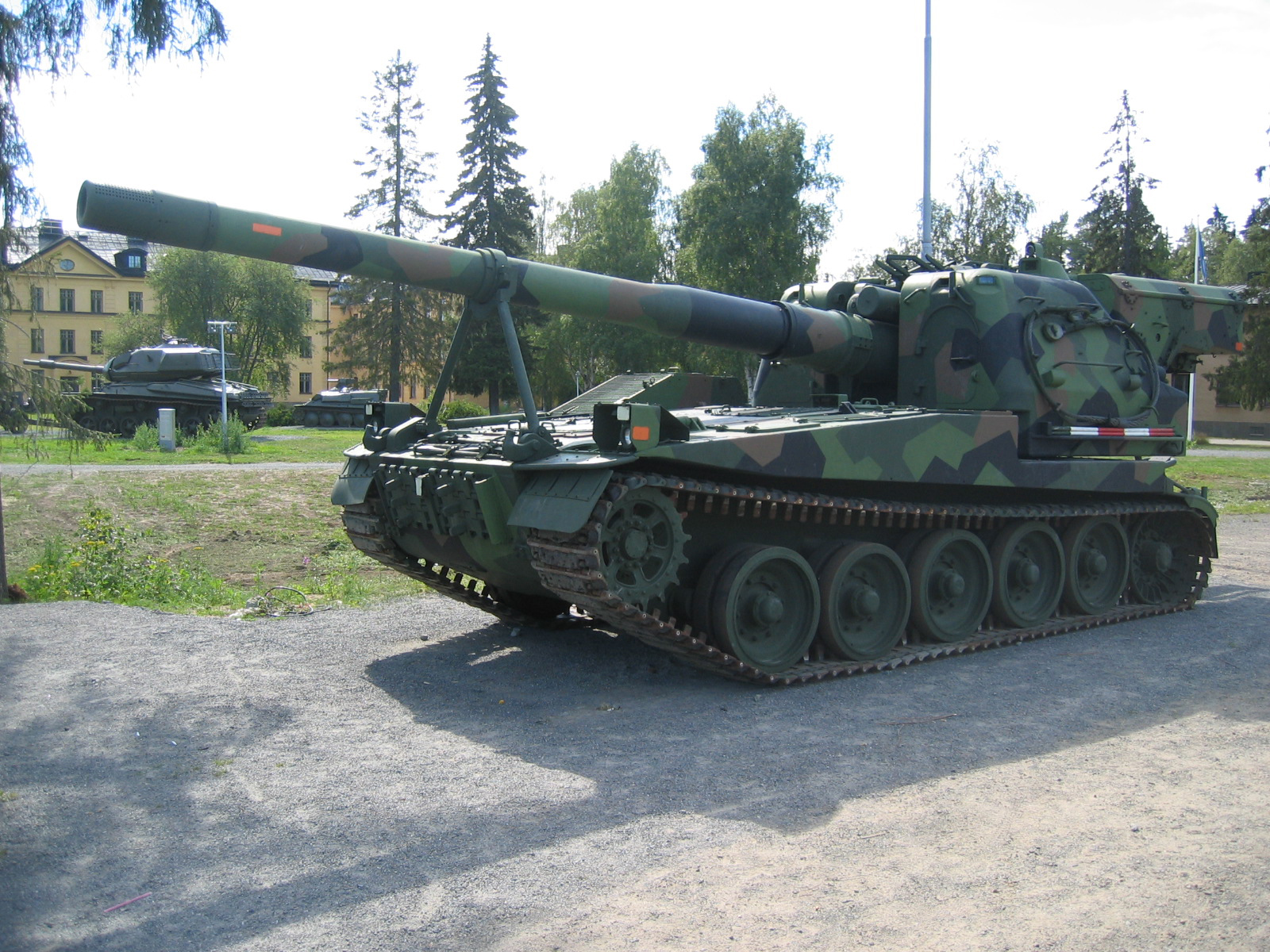
САУ Bandkanon 1 (була на озброєнні шведської армії у 1967 – 2003 роках) у місцевому Музеї оборони.
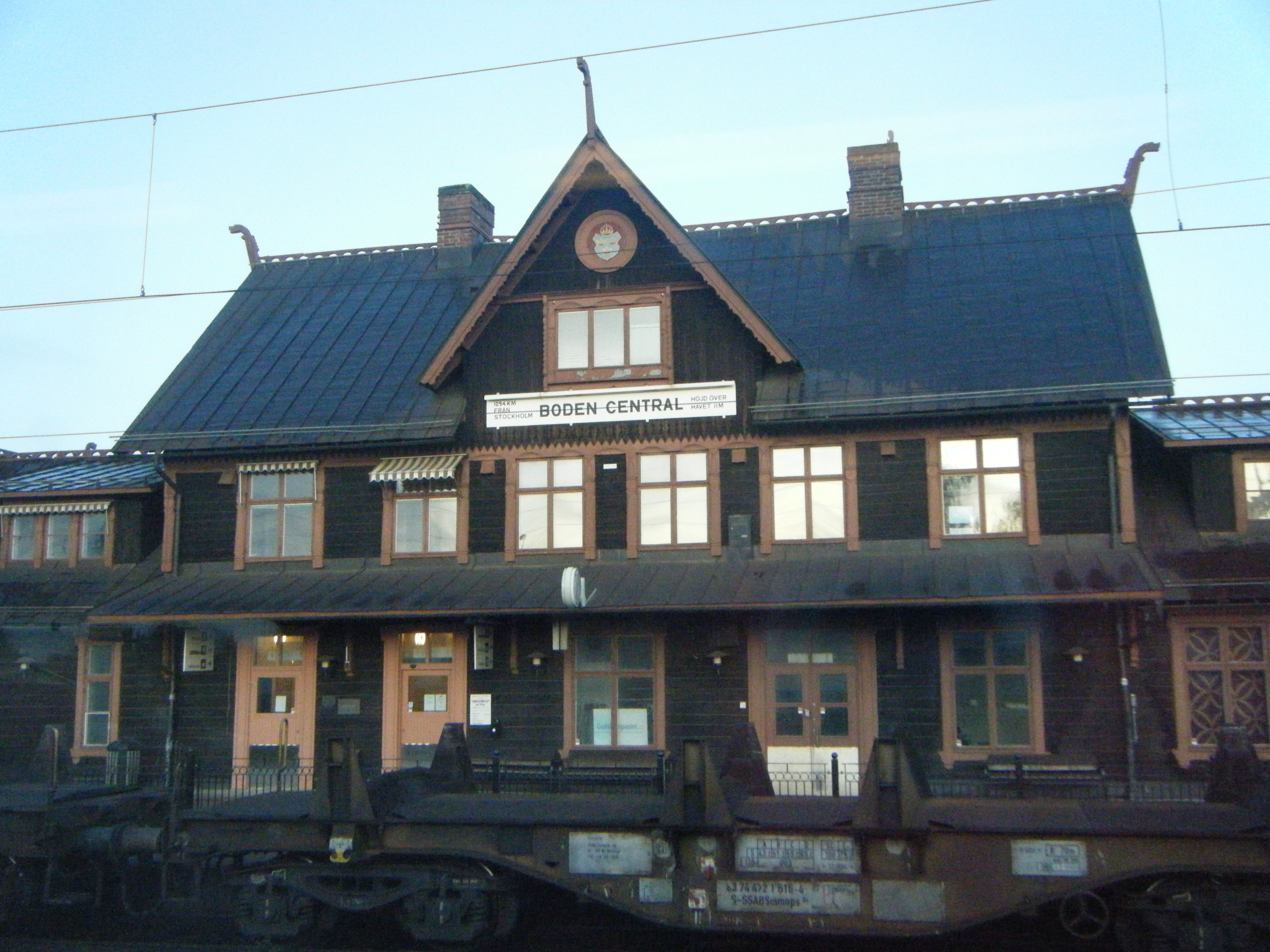
Залізнична станція.